# Diocese de Concordia
A Diocese de Concordia (em latim: Diœcesis Foroconcordianus) é uma diocese localizada na cidade de Concordia pertencente á Arquidiocese de Paraná na Argentina. Foi fundada em 10 de abril de 1961 pelo Papa João XXIII.

## Lista de bispos
A seguir uma lista de bispos desde a criação da diocese. 
|        | Nome                       | Período   | Notas                                       |
| Bispos | Bispos                     | Bispos    | Bispos                                      |
| ------ | -------------------------- | --------- | ------------------------------------------- |
| 5º     | Gustavo Gabriel Zurbriggen | 2023-     | Atual                                       |
| 4º     | Luis Armando Collazuol     | 2004-2023 | Bispo emérito                               |
| 3º     | Héctor Sabatino Cardelli   | 1998-2004 | Nomeado Bispo de San Nicolás de los Arroyos |
| 2º     | Adolfo Gerstner            | 1977-1998 |                                             |
| 1º     | Ricardo Rösch              | 1961-1976 |                                             |